# Joanna Going
Joanna Going, född 22 juli 1963 i Washington, D.C., är en amerikansk skådespelare.

## Filmografi i urval
- 1992 – Columbo: No Time to Die
- 1992–1993 – Going to Extremes (TV-serie)
- 1994 – Wyatt Earp
- 1995 – Ödets vindar
- 1996 – Eden
- 1997 – Kärlek och hämnd
- 1997 – Keys to Tulsa
- 1997 – Still Breathing
- 1998 – The Paradise
- 1998 – Phantoms
- 1999 – Netforce
- 2000 – Thirty
- 2002 – Ensam Hemma 4
- 2003 – De utvalda
- 2007 – McBride: Dogged
- 2014 – House of Cards (TV-serie)
- 2014 – Love & Mercy
- 2014–2017 – Kingdom (TV-serie)